# Consigna

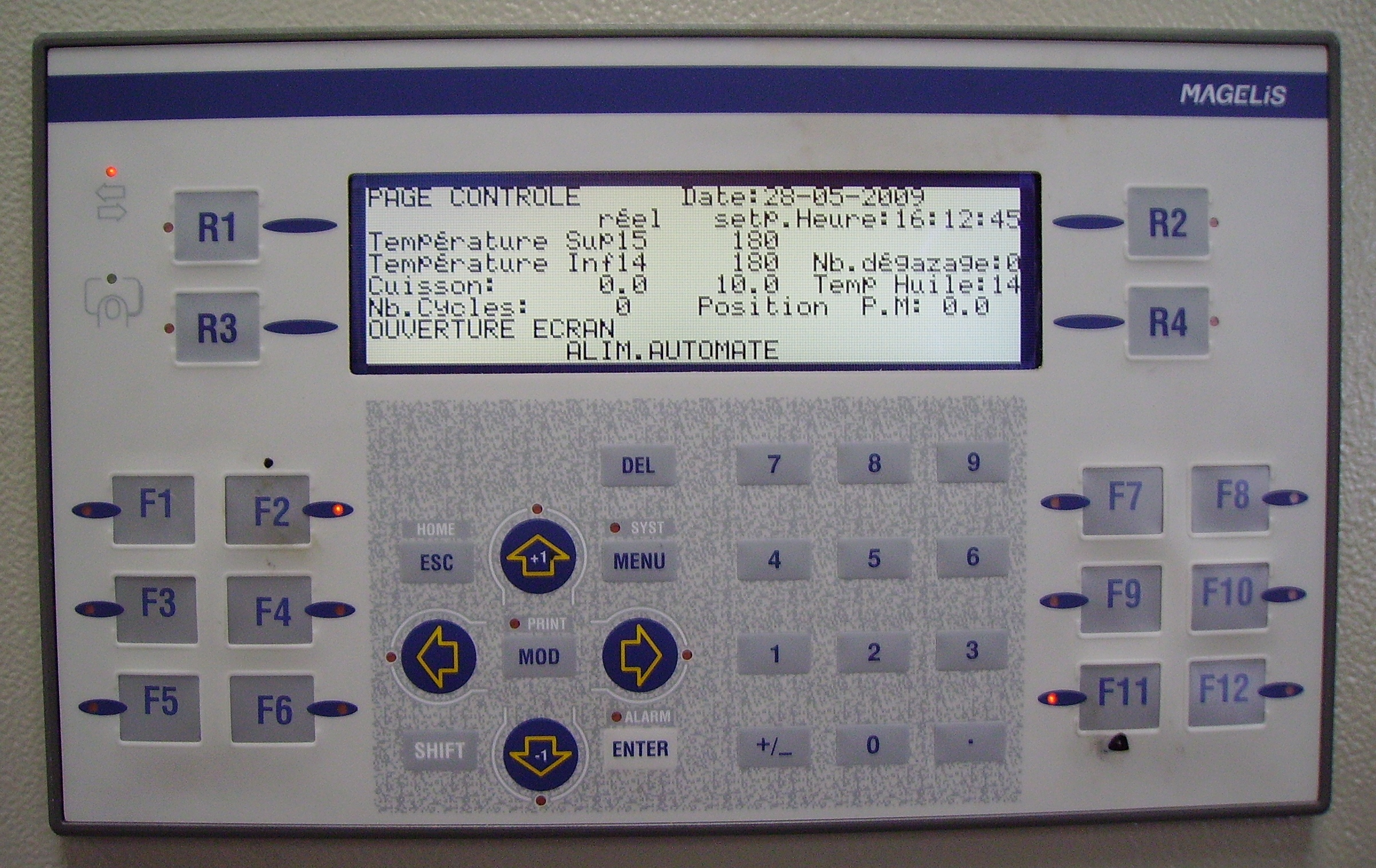
Panell de control d'una premsa hidràulica amb regulació tèrmica

La consigna és el valor objectiu que es vol aconseguir en un sistema de control automàtic, tal com, per exemple, un controlador PID. Per exemple, un control d'ebullició pot tenir com a consigna una temperatura determinada, la qual és la que es vol obtenir pel sistema. Per assolir la consigna pot ser necessari modificar variables de procés.